# Кулаков, Иван Юрьевич
Ива́н Ю́рьевич Кулако́в (род. 15 июля 1967 года) — российский учёный-геофизик, специалист в области геофизики и геодинамики, член-корреспондент РАН (2016).

## Биография
Родился 15 июля 1967 года.
В 1989 году — окончил геолого-геофизический факультет Новосибирского государственного университета (НГУ).
В 1996 году — защитил кандидатскую диссертацию.
В 2007 году — защитил докторскую диссертацию, тема: «Геодинамические процессы в коре и верхней мантии Земли по результатам региональной и локальной сейсмотомографии».
В декабре 2015 года — присвоено почётное учёное звание профессора РАН.
В октябре 2016 года — избран членом-корреспондентом РАН по Отделению наук о Земле.
Заведующий лабораторией прямых и обратных задач сейсмики и член учёного совета Института нефтегазовой геологии и геофизики СО РАН.
Около пяти лет проработал в ведущих научных центрах Франции и Германии.

## Общественная позиция
В феврале 2022 года подписал открытое письмо российских учёных и научных журналистов с осуждением вторжения России на Украину и призывом вывести российские войска с украинской территории.

## Научная деятельность
И. Ю. Кулаков — специалист в области геофизики и геодинамики.
Проводит исследования структуры и динамики земных недр с помощью разработанного им метода сейсмической томографии. Объекты особого исследовательского интереса: вулканы, супервулканы, зоны субдукции и коллизии, плюмы, активные разломы. Руководитель различных научных проектов, в том числе исследований супервулкана Тоба.
Количество публикаций — более 120, из них 10 монографий, 65 статей в международных журналах с импакт-фактором выше двух, 5 статей в журналах групп Science и Nature. Опубликованные работы процитированы свыше 1800 раз, индекс Хирша — 25.
Преподаёт на кафедре геофизики НГУ.

## Деятельность как художника
Серьёзно увлекается живописью. В своё время сделал нелёгкий выбор в пользу науки в качестве основного рода деятельности. Ныне известен как талантливый художник в Новосибирске и в других городах. Были организованы персональные выставки, в том числе за рубежом.